# Espinheiro (Alcanena)
Espinheiro é uma povoação portuguesa do Município de Alcanena que foi sede da extinta Freguesia de Espinheiro, freguesia que tinha 9,88 km² de área e 553 habitantes (2011), e, por isso, uma densidade populacional de 56 hab/km².
A Freguesia de Espinheiro foi extinta (agregada), em 2013, no âmbito de uma reforma administrativa nacional, tendo sido agregada às freguesias de Malhou e Louriceira, para formar uma nova freguesia denominada União das Freguesias de Malhou, Louriceira e Espinheiro com sede em Malhou.

## População
| População da freguesia de Espinheiro | População da freguesia de Espinheiro | População da freguesia de Espinheiro | População da freguesia de Espinheiro | População da freguesia de Espinheiro | População da freguesia de Espinheiro | População da freguesia de Espinheiro | População da freguesia de Espinheiro | População da freguesia de Espinheiro | População da freguesia de Espinheiro | População da freguesia de Espinheiro | População da freguesia de Espinheiro | População da freguesia de Espinheiro | População da freguesia de Espinheiro | População da freguesia de Espinheiro |
| ------------------------------------ | ------------------------------------ | ------------------------------------ | ------------------------------------ | ------------------------------------ | ------------------------------------ | ------------------------------------ | ------------------------------------ | ------------------------------------ | ------------------------------------ | ------------------------------------ | ------------------------------------ | ------------------------------------ | ------------------------------------ | ------------------------------------ |
| 1864                                 | 1878                                 | 1890                                 | 1900                                 | 1911                                 | 1920                                 | 1930                                 | 1940                                 | 1950                                 | 1960                                 | 1970                                 | 1981                                 | 1991                                 | 2001                                 | 2011                                 |
|                                      |                                      |                                      |                                      |                                      |                                      | 814                                  | 929                                  | 1 019                                | 1 029                                | 649                                  | 685                                  | 688                                  | 652                                  | 553                                  |

Criada pelo decreto nº 15.219, de 21/03/1928, com lugares da freguesia de Abrã, do concelho de Santarém
| Distribuição da População por Grupos Etários | Distribuição da População por Grupos Etários | Distribuição da População por Grupos Etários | Distribuição da População por Grupos Etários | Distribuição da População por Grupos Etários | Distribuição da População por Grupos Etários | Distribuição da População por Grupos Etários | Distribuição da População por Grupos Etários | Distribuição da População por Grupos Etários | Distribuição da População por Grupos Etários |
| -------------------------------------------- | -------------------------------------------- | -------------------------------------------- | -------------------------------------------- | -------------------------------------------- | -------------------------------------------- | -------------------------------------------- | -------------------------------------------- | -------------------------------------------- | -------------------------------------------- |
| Ano                                          | 0-14 Anos                                    | 15-24 Anos                                   | 25-64 Anos                                   | > 65 Anos                                    |                                              | 0-14 Anos                                    | 15-24 Anos                                   | 25-64 Anos                                   | > 65 Anos                                    |
| 2001                                         | 56                                           | 82                                           | 320                                          | 194                                          |                                              | 8,6%                                         | 12,6%                                        | 49,1%                                        | 29,8%                                        |
| 2011                                         | 42                                           | 36                                           | 278                                          | 197                                          |                                              | 7,6%                                         | 6,5%                                         | 50,3%                                        | 35,6%                                        |

Média do País no censo de 2001:  0/14 Anos-16,0%; 15/24 Anos-14,3%; 25/64 Anos-53,4%; 65 e mais Anos-16,4%
Média do País no censo de 2011:   0/14 Anos-14,9%; 15/24 Anos-10,9%; 25/64 Anos-55,2%; 65 e mais Anos-19,0%